# Sisyrinchium longipes
Sisyrinchium longipes là một loài thực vật có hoa trong họ Diên vĩ. Loài này được (E.P.Bicknell) Kearney & Peebles miêu tả khoa học đầu tiên năm 1939.